# Nieuwe Synagoge (Nijmegen)
De Nieuwe Synagoge is een voormalige synagoge in Nijmegen.

## Geschiedenis
De Nieuwe Synagoge werd in 1913 gebouwd naar ontwerp van de Roermondse architect Oscar Leeuw. De oude Synagoge aan de Nonnenstraat werd rond de eeuwwisseling te klein bevonden. De inwijding van de nieuwe synagoge vond op 11 april 1913 plaats en werd geleid door opperrabbijn Lion Wagenaar.
De ingangstoren heeft de gelijkenis van een grote thorarol en in de gevel is veel symboliek verwerkt. Boven de ingang, waar nu 'Natuurmuseum' geschreven staat, stond ooit een Hebreeuwse tekst, verdeeld over twee regels. Het gaat om Psalm 19:15: יהיו לרצון אמרי פי והגיון לבי לפניך יי – ‘Laten de woorden van mijn mond u behagen, de overpeinzingen van mijn hart u bekoren, Eeuwige’. De letters van de onderste regel bij elkaar opgeteld leveren 673, het joodse jaar 5673. Dat komt overeen met 1913 en is het jaar waarin de synagoge werd ingewijd. Aan de voorgevel is een oprijzende koepeltoren te zien met de afbeelding van twee stenen tafelen met de tien geboden. Naast art deco is ook eclecticisme te herkennen. De gebedszaal is gericht naar Jeruzalem. Naast het gebedshuis ligt een voormalig schoolgebouw.

## Tweede Wereldoorlog
In de Tweede Wereldoorlog werd het gebouw door de Duitse bezetter als opslagruimte gebruikt, onder andere voor geconfisqueerde radiotoestellen. De wandschilderingen zijn allen vernietigd en uit de gebrandschilderde ramen is de Davidster geslagen. Na de oorlog was de Joodse gemeenschap van Nijmegen te klein voor het gebouw. Het naastgelegen schoolgebouwtje kwam als synagoge in gebruik en de Nieuwe Synagoge werd aan de gemeente Nijmegen verkocht. Na een tijd als gemeentelijke opslagruimte gediend te hebben werd het gebouw een gebedshuis voor het Apostolisch Genootschap. Van 1978 tot oktober 2017 was Natuurmuseum Nijmegen er gevestigd.. In 2014 werden plannen gemaakt voor een joods centrum in het gebouw. Het gebouw is opgenomen in het register van rijksmonumenten.
Sinds maart 2023 zit in het pand een sportschool.

## Afbeeldingen

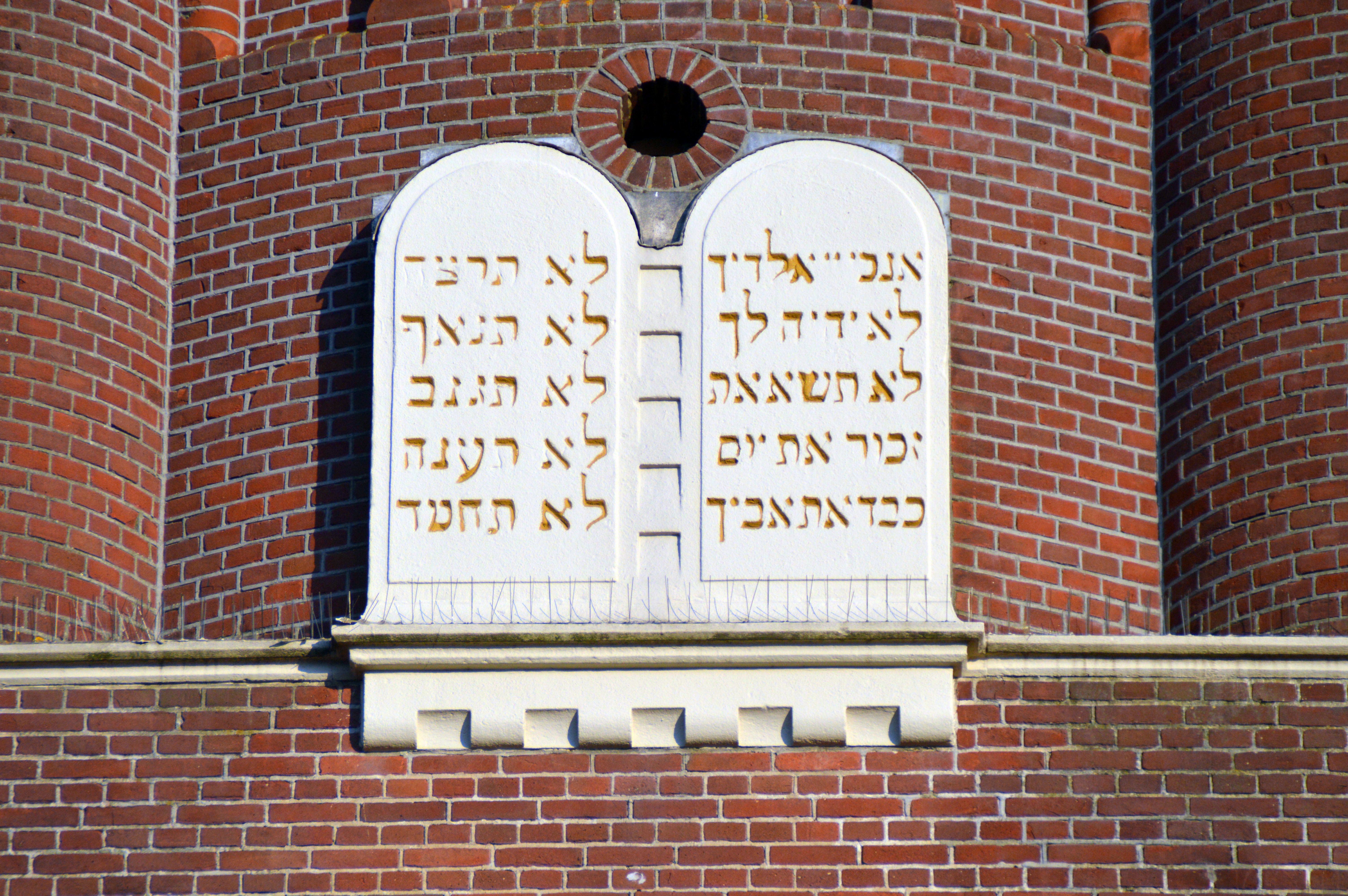
Tien geboden